# Дарвен (футбольный клуб, 1870)
«Да́рвен» (англ. Darwen Football Club) — бывший футбольный клуб из города Дарвен в графстве Ланкашир, Северо-Западная Англия. Команда, образованная в 1870 году, была пионером профессионального футбола в Северной Англии. В сезоне 1880—1881 команда дошла до полуфинала Кубка Англии. Клуб был членом футбольной лиги с 1891 по 1899 год. В 1900 году «Дарвен» присоединился к Ланкаширской лиге и впоследствии оставался в региональных лигах. Свой последний сезон клуб провёл в первом дивизионе Северо-Западного округа футбольной лиги в сезоне 2008/09, когда клуб был ликвидирован. Вскоре был основан преемник, «Дарвен». «Дарвен» играл свои домашние матчи на Anchor Ground.

## История
Клуб первоначально играл в регби, а также крикет. В 1875 году принял правила ассоциации.
В октябре 1878 года, на стадионе Barley Bank, «Дарвен» сыграл выставочный матч против команды из Блэкберна. Во время матча использовались стадионные прожекторы. Данный матч считается одним из первых, если не самым первым случаем их использования в футболе. Игра имела огромный успех, но эксперимент с освещением в ту эпоху не был повторен.
«Дарвен» был первым клубом из Северной Англии, добившийся успеха в Кубке Англии, дойдя до четвертьфинала в 1879 году. Они вызвали споры в этом соревновании, так как подписали двух профессиональных игроков, Ферги Сутера и Джеймса Лава, из ФК «Партик», шотландского клуба из Глазго. Считается, что это первое привлечение профессиональных игроков в английском футболе. Один лондонский клуб предложил, чтобы команды, не состоящие сплошь из любителей, не участвовали в Кубке. Это предложение было отвергнуто и «Дарвен» отправился играть против любительского клубе «Олд Этонианс» в четвертьфинале. Им пришлось ездить на стадион три раза, с результатами двух ничьих 5:5 и 2:2 и проигрыша 6:2 во второй повторной игре. Согласно правилам Кубка Англии того времени, заключительные три тура соревнования игрались в Лондоне.
В 1891 «Дарвен» был избран в расширенную до 14 команд футбольную Лигу. В марте 1892 года они проиграли 0:12 «Вест Бромвичу». Такая разница мячей больше не случалась в высшем английском дивизионе (хотя в 1909 году «Ноттингем Форест» обыграл «Лестер Фосс» с тем же счетом). Команда заняла последнее место в своем первом сезоне, и вылетела, чтобы в следующем году стать членом-учредителем второго дивизиона. По иронии судьбы, 14 место (из 14) в 1891-92 так и осталось их высшим в Футбольной Лиге. В 1893 году они заняли третье место и вернулись назад в первый дивизион через стыковые матчи, но снова были понижены в классе в 1894 году. Они оставались во втором дивизионе до 1899 года, когда клуб не подал заявку на дальнейшее участие. В итоге клуб провел восемь сезонов в Футбольной лиге, два из них в высшем дивизионе. Во время своего последнего сезона в клубной лиге, в 1898-99, «Дарвен» потерпел 18 поражений подряд. Это остается рекордом, хотя «Сандерленду» едва не удалось повторить это достижение в 2003 году, когда они проиграли в 17 матчах подряд. (15 в Премьер-лиге и два в первом дивизионе). Они также установили рекорд по количеству пропущенных мячей за сезон, 141.
Покинув футбольную лигу, клуб присоединился к Ланкаширской Лиге. В 1902 команда выиграла чемпионский титул Ланкаширской лиги, ни разу не проиграв за сезон. Два года спустя они присоединились к Ланкаширской комбинации, играли в этой лиге в течение следующих 70 лет (за исключением перерыва во время и сразу после Первой Мировой войны). «Дарвен» выиграл 5 трофеев за три года, с 1930 по 1933 год, в том числе чемпионство комбинации (1931 и 1932). В сезоне 1931-32 Кубка Англии команда одолела клуб футбольной лиги «Честер» на глазах у 10 000 зрителей на Anchor Ground и на выезде вытянули жребий играть с действующим чемпионом Лиги «Арсеналом» в 3-м раунде. «Дарвен» проиграл 1-11, но «Арсенал» был впечатлен ланкаширским спортивным мастерством.
Клуб стал чемпионом комбинации четыре раза, и после четвёртого титула в 1976 году они вступили в более престижную лигу графства Чешир. Шесть лет спустя, в 1982 году, они стали членами-учредителями Северо-Западного округа Лиги. Они выиграли Кубок лиги в своем первом сезоне. Провели три сезона во втором дивизионе в середине 1980-х годов, и снова вылетели в 1998 году из-за стандартов стадиона. Они так и остались во втором дивизионе.

## Последние годы
В 2008 и 2009 годах было заведено несколько дел о задолженностях клуба, и 14 мая 2009 года 134-летняя история «Дарвена» подошла к концу. Клуб-преемник, «Дарвен» был сформирован в мае 2009 года, и вступил в Лигу Западного Ланкашира.